# Friedrich Heidenreich (Orgelbauer)
Friedrich Heidenreich (* 3. April 1741 in Bayreuth; † 17. Mai 1819 in Hof) war ein deutscher Orgelbauer, dessen Handwerk von seinem Sohn Eberhard Friedrich Heidenreich (* 29. Juni 1770 in Bayreuth; † 29. Mai 1830 in St. Georgen) und dessen Bruder Johann Friedrich Heidenreich (* 1778; † 12. November 1843 in St. Georgen) fortgesetzt wurde.
Friedrich Heidenreich lernte den Orgelbau bei Graichen und Ritter.
Der Sohn Eberhard Friedrich erneuerte die Orgel in Schwarzenbach an der Saale, außerdem baute er Orgeln in Marktredwitz, Kirchahorn und Schwarzenbach am Wald. Dessen Bruder Johann Friedrich baute Orgeln in Neudrossenfeld (1842) und Kulmain (1836). Offenbar war noch ein Bruder Johann Friedrichs, beide bekannt als die Gebrüder Heidenreich, in St. Michaelis und St. Marien in Hof, in Selb und beim Umbau der Orgel der Bayreuther Stadtkirche tätig.

## Werkliste
Laut Werksinventar von Hans Hofner fertigte er folgende Orgeln:
| Jahr      | Ort                        | Gebäude            | Bild | Manuale | Register | Bemerkungen |
| --------- | -------------------------- | ------------------ | ---- | ------- | -------- | --- |
| nach 1768 | Hetzelsdorf                | St. Matthäus       |      | I/P     | 11       | nicht erhalten |
| 1769      | Oberkotzau                 | Jakobuskirche      |      | II/P    | 16       | Gehäuse erhalten                                                                                                   |
| 1771      | Geroldsgrün                | Jakobuskirche      |      | I/P     | 14       | Prospekt erhalten → Orgel                                                                                          |
| 1773      | Weißenstadt                | St. Jakobus        |      | I/P     | 14       | Entwurf für einen Neubau, der nicht ausgeführt wurde. 1829 baute Eberhard Friedrich Heidenreich, Prospekt erhalten |
| 1776      | Döhlau                     | St. Peter und Paul |      | I/p     | 10       | Umbau der Orgel von Adam Heinrich Gruber (1706); umgebaut erhalten                                                 |
| 1777      | Hirschberg                 | St. Katharinen     |      | II/P    | 22       | nicht erhalten |
| 1777      | Ahornberg                  | Martinskirche      |      |         |          | nicht erhalten; 1878 Neubau durch Johann Wolf (Bayreuth)                                                           |
| 1778      | Döbra                      | Bartholomäuskirche |      |         |          | 1867 verbrannt |
| 1783      | Selbitz                    | Pfarrkirche        |      | II/P    | 16       | Umbau einer mehrfach erweiterten Orgel von Tobias Dressel (1683); erhalten                                         |
| 1787      | Ludwigsstadt               | Michaeliskirche    |      |         |          | nicht erhalten |
| 1797      | Schwarzenbach an der Saale | Ev. Kirche         |      |         |          | 1810 verbrannt, 1812 Neubau Eberhard Friedrich Heidenreich                                                         |
| 1827-1828 | Münchberg                  |                    |      | II/P    | 25       | Gebrüder Heidenreich                                                                                               |